# University of Dar es Salaam
Die University of Dar es Salaam (UDSM; Chuo Kikuu cha Dar es Salaam in Swahili) ist die bedeutendste höhere Bildungseinrichtung in Tansania. Der Hauptcampus liegt etwa 13 Kilometer westlich von Daressalam auf dem sogenannten Observation Hill.

## Geschichte
Die Universität wurde am 1. Juli 1970 durch das Gesetz Nr. 12 von 1970 gegründet, nachdem die University of East Africa aufgelöst worden war. Vorher war die UDSM im Verbund mit der Makerere-Universität in Uganda und der University of Nairobi in Kenia.
Die früher zu UDSM gehörenden Colleges MUCHS (Muhimbili College of Health Sciences) und UCLAS (University College of Lands and Architectural Studies), sind inzwischen erweitert und als eigenständige Universitäten (MUHAS Muhimbili University of Health Allied Sciences und Ardhi University) ausgegliedert worden.

## Einrichtungen

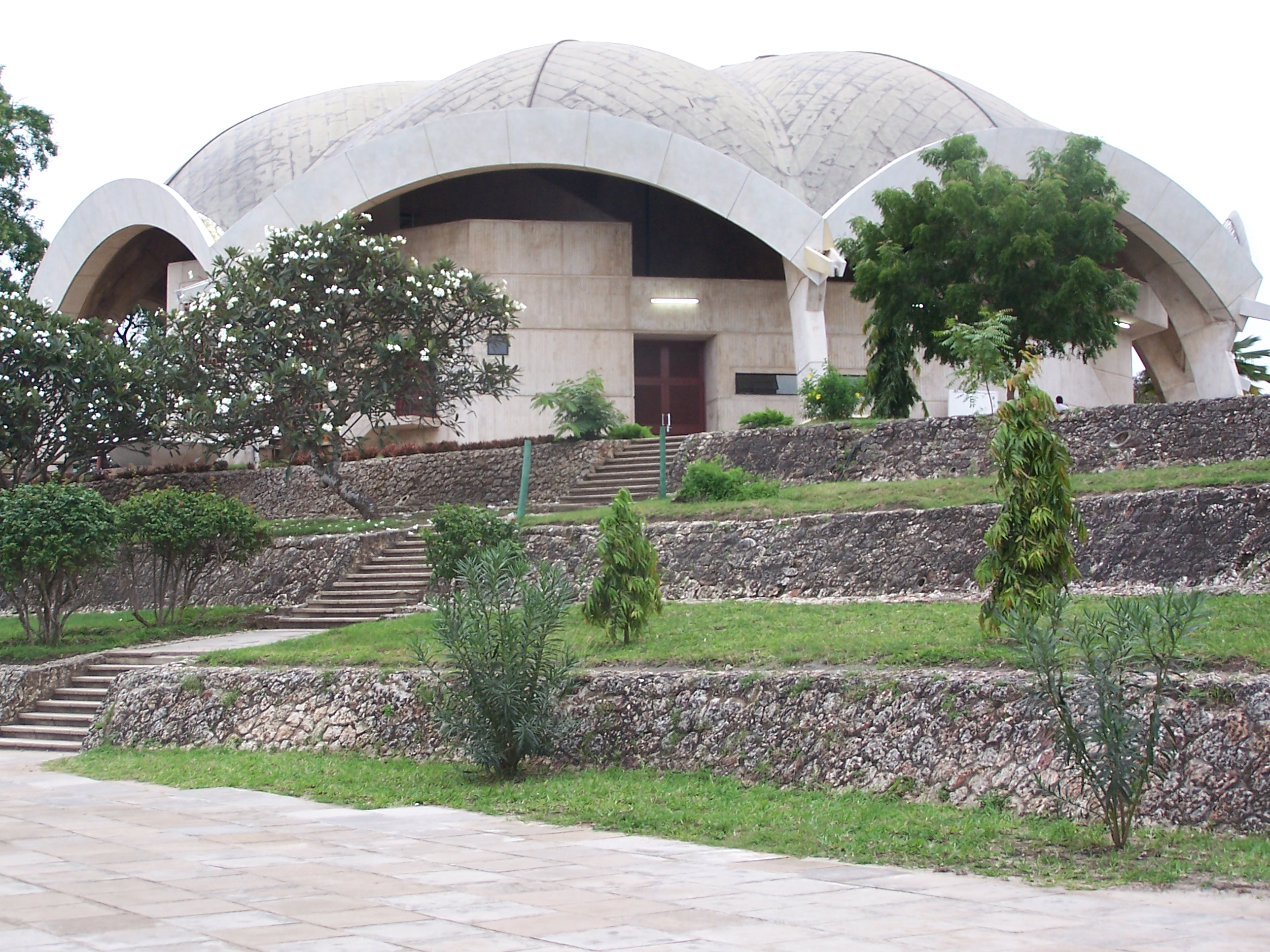
Nkrumah-Halle auf dem Campus der Universität von Dar es Salaam

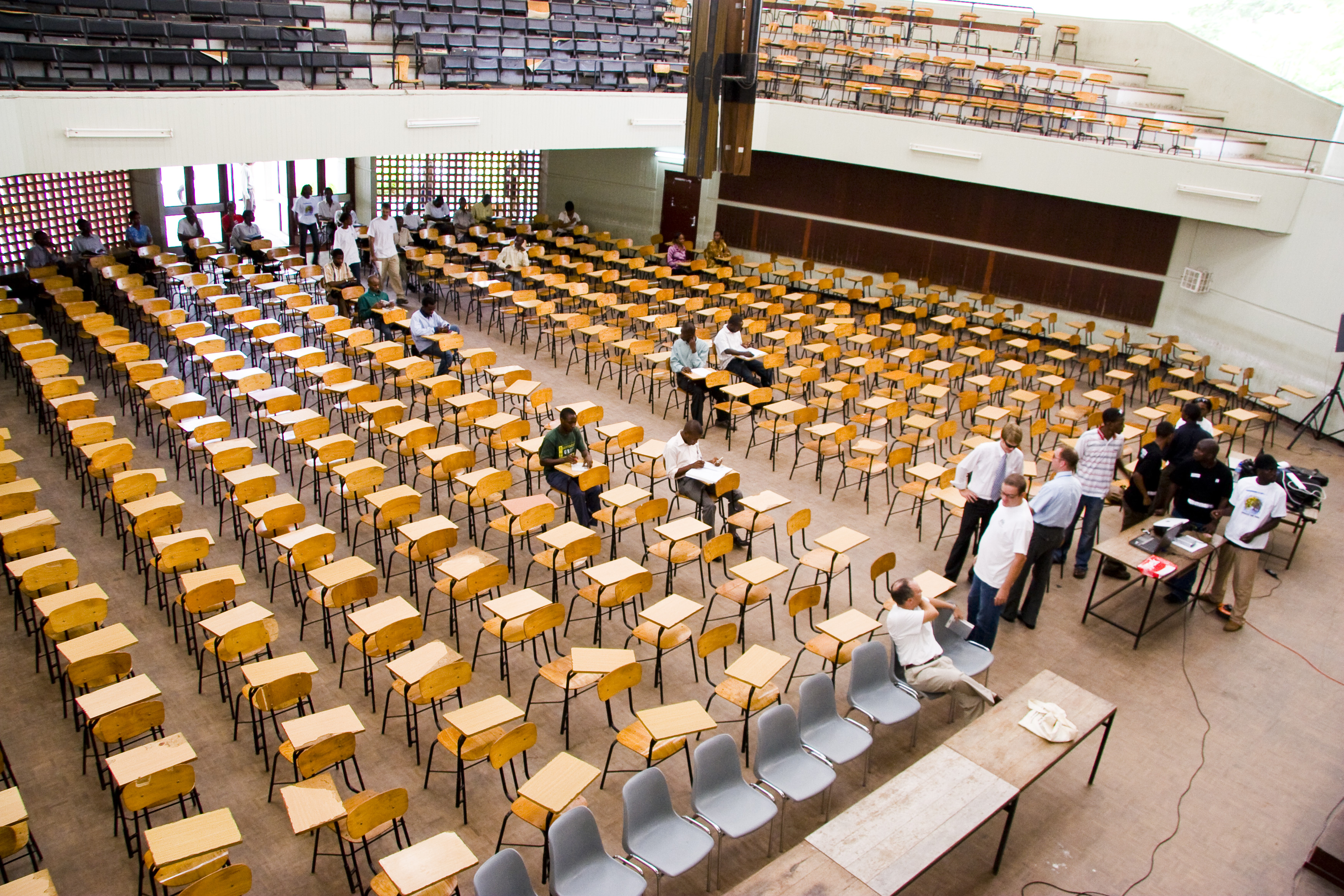
Nkrumah Halle von innen

### Standorte
Die Universität ist auf drei verschiedene Standorte verteilt:
- Main Campus (Mlimani)
- Dar es Salaam University College of Education (DUCE)
- Mkwawa University College of Education (Muce)

### Colleges
Neben DUCE und MUCE hat die UDSM fünf Colleges:
- College of Social Science (CoSS)
- College of Humanities (CoHU)
- College of Natural and Applied Sciences (CoNAS)
- College of Engineering and Technology (CoET)
- College of Information and Communication Technologies (CoICT)

### Schools
- School of Education
- School of Journalism and Mass Communication
- University of Dar es Salaam Business School
- University of Dar es Salaam School of Law

- An der School of Law ist seit 2008 das Tanzanian-German Centre for Eastern African Legal Studies (TGCL) eingerichtet, ein Fachzentrum des Deutschen Akademischen Austauschdienstes, das im Programm African Excellence gefördert wird. Das TGCL wird von der Universität Dar es Salaam mit der Universität Bayreuth betrieben. Juristinnen und Juristen aus den Staaten der East African Community können hier LL.M. und Ph.D. absolvieren, um auf Führungsaufgaben in ihren Ländern vorbereitet zu werden.

### Institute

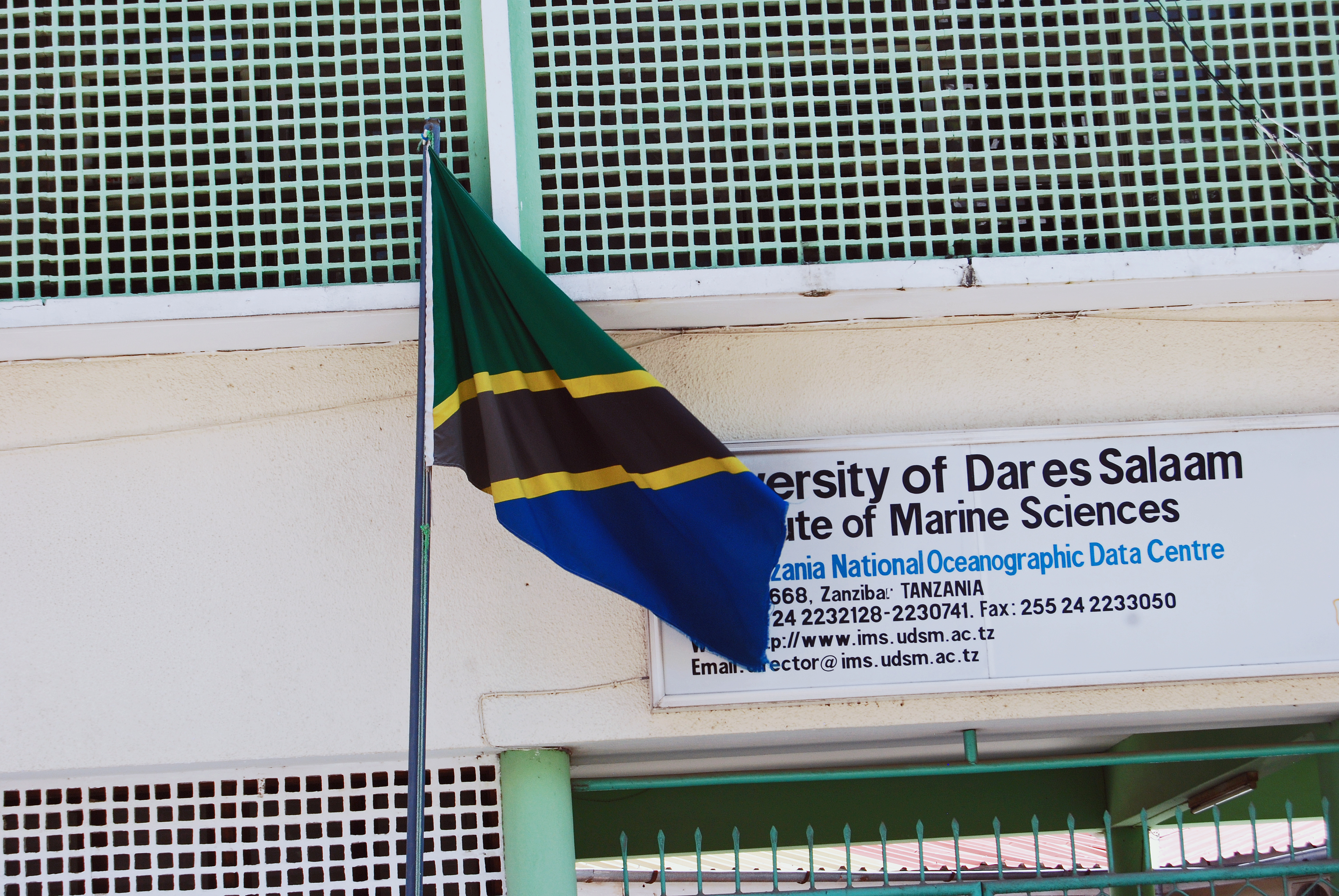
UDSM Institute of Marine Science in Sansibar.

auf dem Hauptcampus
- Institute of Development Studies
- Institute of Kiswahili Studies
- Institute of Resource Assessment

in Sansibar
- Institute of Marine Science

## Studienangebot

### Standort Mlimani
- Fakultät der aquatischen Wissenschaften und Technologie
  - B.Sc. in Aquatic Environmental Science and Conservation
  - B.Sc. in Fischerei and Aquakultur

- Fakultät der Betriebswirtschaft
  - Bachelor of Commerce (B. Com.)
  - Doctor of Philosophy (Ph.D.)
  - Master of Business Administration (M.B.A.)

- Fakultät der Erziehungswissenschaften
  - Bachelor of Education (B. Ed.)
  - Bachelor of Education Physical Education, Sport and Culture (B. Ed. P. E. S. C.)
  - Doctor of Philosophy (Ph. D.)
  - Master of Arts in Education (Jointly with Faculty of Arts and Social Sciences)
  - Postgraduate Diploma in Education (PGDE)

- Fakultät der Künste und Sozialwissenschaften
  - Bachelor of Arts (B.A.)
  - Bachelor of Arts Erziehungswissenschaften (B. A. (Educ.))
  - Doctor of Philosophy (Ph. D.)
  - Doctor of Literature (D Lit.)
  - Informationwissenschaften programm
  - Master der schönen Künste
  - Master in Demografie
  - Master in Geographie
  - Master in Geschichtsstudien
  - Master in Linguistik
  - Master in Literatur
  - Master in Musikwissenschaft
  - Master in Politikwissenschaften und öffentlicher Verwaltung
  - Master in Soziologie
  - Master in Statistik
  - Master in Theaterwissenschaften
  - Master in Volkswirtschaft
  - Master of Arts (M.A.)

- Fakultät der Naturwissenschaften
  - Bachelor of Science (B. Sc.)
  - Bachelor of Science in Electronic Science & Communication (B.Sc.(ES))
  - Bachelor of Science in Geologie (B. Sc.(Geol.))
  - Bachelor of Science in Informatik (Bsc.Comp)
  - Bachelor of Science with Education (B. Sc.(Ed.))
  - Master of Science in Applied Science of Materials
  - Master of Science in Applied Zoology
  - Master of Science in Biology
  - Master of Science in Chemistry
  - Master of Science in Computer Science
  - Master of Science in Environmental Sciences
  - Master of Science in Fishery and Aquatic Scienc
  - Master of Science in Geology
  - Master of Science in Mathematics
  - Master of Science in Physics
  - Master of Science in Wildlife & Terrestrial Ecology
  - PhD-Programme in Mathematik, Naturwissenschaften, Physik, Chemie, Geologie, Botanik and Zoologie
  - Postgraduate Diploma in Scientific Computing (PGDSC)

- Fakultät der Rechtswissenschaften
  - Bachelor of Law (LL.B.)
  - Certificate in Law (Cert. in Law)
  - Doctor of Laws (LL. D)
  - Doctor of Philosophy (Ph. D)
  - Master of Laws (LL. M)
  - Postgraduate Diploma in Law (Dip. Law)

- Fakultät für Elektrotechnik und Computer-System Ingenieurwesen (ECSE)

- Fakultät für Geodäsie

- Fakultät für Maschinenbau und Chemieingenieurwesen

- Institut für Massenkommunikation und Journalismus

### Standort Muhimbili
- Muhimbili University of Health and Allied Sciences (MUHAS), früher Muhimbili University College of Health Sciences (MUCHS)
- Studienprogramme in Medicine, Dentistry, Pharmacy, Nursing, Public Health, Laboratory and Allied Sciences.

### Ardhi University (ARU) früher UCLAS – University College of Lands and Architectural Studies
- Bachelor of Architecture
- Bachelor of Science in Building Economics
- Bachelor of Science in Environmental Engineering
- Bachelor of Science in Land Management
- Bachelor of Science in Land Surveying
- Bachelor of Science in Urban & Regional Planning
- Master of Science in Urban Planning and Management (M.Sc. UPM)
- Postgraduate Diploma in Urban Planning and Management (Post.Grad.Dip.UPM)

## Bekannte Absolventen
- John Garang (1945–2005), südsudanesischer Rebellenführer und Politiker
- Laurent-Désiré Kabila (1939–2001), Präsident der Demokratischen Republik Kongo
- Jakaya Kikwete (* 1950), Präsident von Tansania
- Edward Lowassa (1953–2024), Premierminister von Tansania
- Asha-Rose Migiro (* 1956), Rechtsanwältin und Politikerin aus Tansania
- Gertrude Mongella (* 1945), Präsidentin des Panafrikanischen Parlaments
- Christopher Muhando, Meeresbiologe
- Yoweri Museveni (* 1944), Präsident von Uganda
- Stergomena Tax (* 1960), SADC-Generalsekretärin